# Bau der Teufelsbrücke
Bau der Teufelsbrücke ist ein Gemälde von Carl Blechen aus der Zeit um 1833. Es zeigt in romantischer Stimmung die Baustelle der zweiten Teufelsbrücke über die Reuss in der Schlucht Schöllenen am Gotthard im Schweizer Kanton Uri. Das Bild entstand nach Blechens Italienreise, die im Herbst 1829 endete. Es gehört der Bundesrepublik Deutschland und wird seit 1966 als Dauerleihgabe in der Münchner Neuen Pinakothek gezeigt. Aufgrund von Renovierungsarbeiten dort, wird das Gemälde zurzeit jedoch in der Alten Pinakothek ausgestellt.

## Beschreibung
Das Gemälde ist als Ölmalerei auf Leinwand ausgeführt, hat die Maße 77,8 × 104,5 cm und trägt die Inventarnummer L. 1039.
Um 1830 war dieses Bild Bestandteil eines Dioramas von Karl Wilhelm Gropius, wobei es nicht gesichert ist, ob es sich genau um dieses Bild handelte, oder eine andere Version. Der Buchdrucker Rudolf Ludwig Decker kaufte dann das Gemälde vom Künstler. Seine Erben behielten es bis 1911, um 1925 befand es sich in der Kunsthandlung Hans Hollaender in Dresden. In den 1930er Jahren war es in Besitz der Familie Michovius in Berlin, dann beim Tuchfabrikanten Ludwig Polscher in Cottbus. Nach 1940 wurde es über die Berliner Kunsthandlung Carl Nicolai für den Sonderauftrag Linz verkauft. Seitdem befindet es sich in deutschem Staatseigentum. Zu dem Bild gab es auch mehrere farbige Skizzen (von denen sich eine im Besitz von H. F. W. Brose befand und später in das Museum Oskar Reinhart gelangte).
Das Gemälde gehört zu Blechens Hauptwerken. Es zeigt den Bau der zweiten Teufelsbrücke über die Reuss in der Schöllenenschlucht am Gotthard. Die alte Passstraße auf der bekannten Nord-Süd-Alpenüberquerung durch die wilde Schlucht war immer ein verkehrlicher Engpass, der eine Reise im frühen 19. Jahrhundert mit der Postkutsche sehr beschwerlich machte. Blechen stellt in einer effektvollen theatralischen Beleuchtung den gerade fertig gemauerten Brückenbogen mit seinem hölzernen Lehrgerüst dar. Davor ist der Vorgängerbau zu sehen, der im Zweiten Koalitionskrieg stark beschädigt, dann notdürftig repariert wurde und später dem gestiegenen Verkehr nicht mehr genügte. Am diesseitigen Ufer der Reuss im Vordergrund und am rechten Rand des Bildes sind als Staffage Figuren platziert, die die Arbeiter bei der Pause zeigen. An der rechten Rampe der Brücke befindet sich eine Art Baukran, der die Form eines Galgens hat. Links vor der dunklen Felswand steht eine ebenfalls durch die Sonne beleuchtete Stange als Markierung eines Weges, der hinauf zum blauen Dreieck des Himmels führt.

## Hintergrund und Deutung
Mit seiner Italienreise von 1828 bis 1829 erfüllte sich Blechen, wie viele seiner Künstler- und Dichterkollegen, einen Herzenswunsch. Die Reise brachte ihm „die befreiende Erfahrung eines ungebundenen Lebens“. Das Motiv der wild-romantischen Schlucht und das der architektonischen Bögen skizzierte er auf dieser Reise in vielen Arbeiten. Besonders das enge Tal in die Lattari-Berge bei Amalfi mit ihren Mühlenbetrieben bot viele dieser Motive, die er auch in größeren Ölgemälden verarbeitete. Die Reise zurück nach Berlin per Postkutsche führte am 30. Oktober 1829 über den Gotthardpass. In der Schöllenenschlucht hatte er Gelegenheit die Baustelle der Brücke zu skizzieren. Als Vorbereitung entstanden dann zwei Ölskizzen, nach denen er schließlich das Gemälde ausführte.

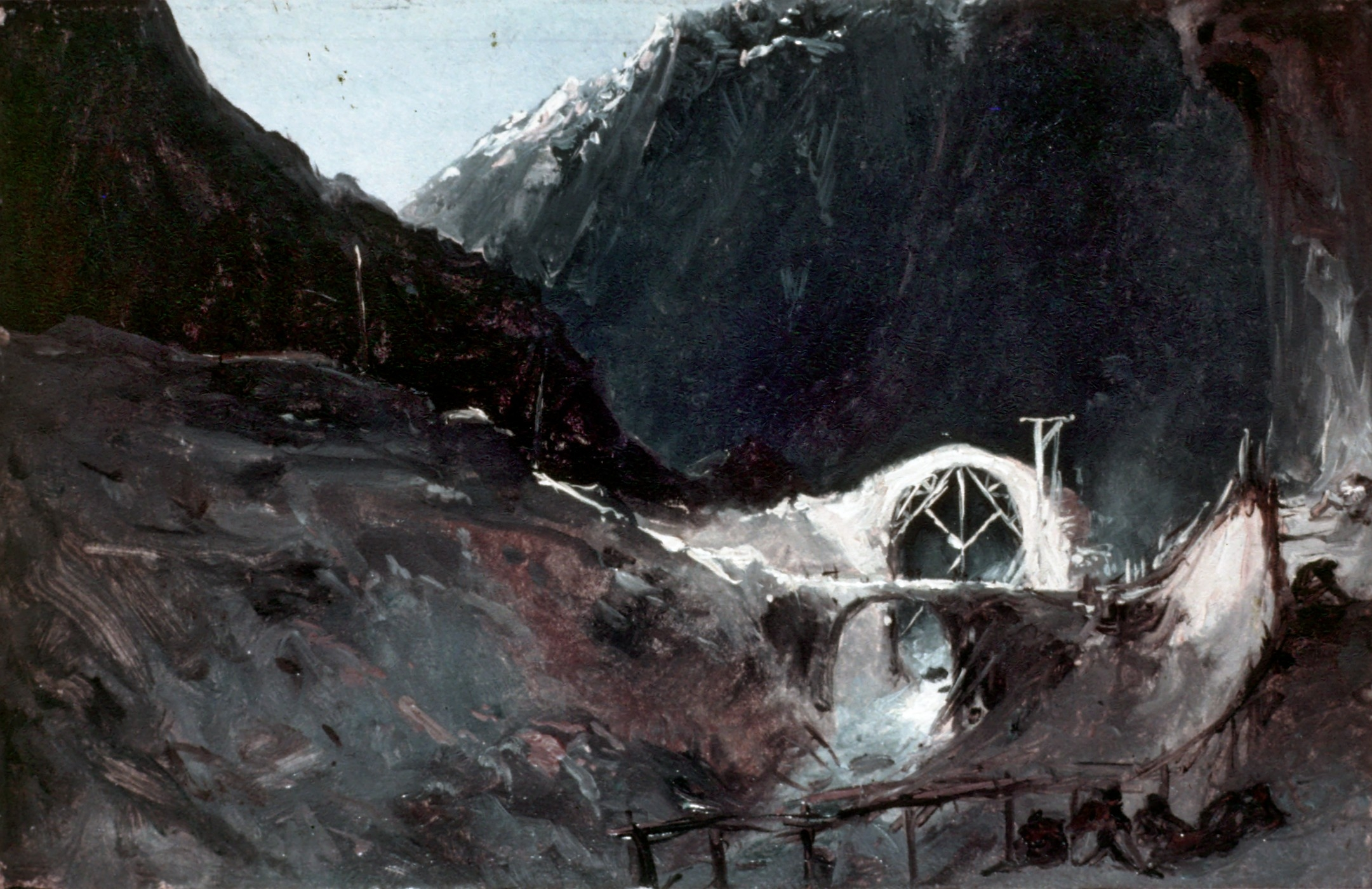
Farbskizze: Bau der Teufelsbrücke, Öl auf Papier auf Pappe, ca. 16,8 × 22,7 cm

Das Werk zeigt nicht einfach nur eine wildromantische Landschaft, sondern ist für Blechen die Abschiedsszene aus Italien und damit der Abschied von seinem paradiesischen Leben im Süden. Wieder ist in seiner Arbeit das Leitmotiv der Schlucht enthalten. Der Weg durch diese dunkle Schlucht und über den Fluss ist sein weiterer Lebensweg in Richtung Tod, durchaus auch symbolisiert durch den galgenförmigen Baukran. Eine Begehung des Weges ist angsterfüllt, schon der Name der Brücke deutet auf den Gemütszustand des Malers hin, der später unter Depressionen litt. Die im Vordergrund ruhenden oder schlafenden Arbeiter deuten den Tod bereits an. Die Stange in der linken jenseitigen Bildhälfte weist als Wegmarkierung Richtung einer Verheißung des blauen Himmels. Sie ist also optimistischer Natur.
Die Gesteinsformationen und plattigen Bruchstücke am linken Ufer stimmen nicht mit den Gegebenheiten am Gotthardmassiv überein, Blechen könnte sich die Anregung zur Gestaltung auf einer Harzreise, die er 1833 unternahm, genommen haben. Daher ist die Datierung um 1833 für dieses Gemälde plausibel. Vorbild für das Gestein könnte das enge Bodetal mit der Roßtrappe gewesen sein, wo Blechen im September 1833 weilte. Inspiriert zur Komposition des Bildes wurde der Maler wahrscheinlich durch die Bühnenbildentwürfe Karl Friedrich Schinkels. Auch Einflüsse von Joseph Anton Koch sind vorhanden. Koch, der die Idee einer idealen, erhabenen römischen Landschaft vertrat, traf er in Rom im Caffè Greco und kam im gleichen Haus wie sein Kollege unter.

## Diorama vom Bau der Teufelsbrücke
Blechens Gemälde vom Bau der Teufelsbrücke auf dem St. Gotthard, oder eine Vorläuferversion, wurde 1833 von Karl Wilhelm Gropius in einem Diorama aufgestellt. Zu diesem gab es eine Kritik von Franz Kugler in des Zeitschrift Museum, Blätter für bildende Kunst:

„[…] Denn wenn hier auch der Vor- und Mittelgrund, namentlich der scharf beleuchtete Felsweg und die alte und neue, noch im Bau begriffene, Teufelsbrücke räumlich zu erwähnen ist, so fehlt es doch vor den mächtigen Felswänden des Hintergrundes an Luft, welche, wie durchsichtig sie auch in den Schweizergegenden sein möge, immer das wesentlich Trennende zwischen nahen und fernen Gegenständen bleibt. Ueberhaupt ist es uns sehr zweifelhaft, ob landschaftliche Gegenstände auf gleiche Weise für die Darstellungen des Dioramas geeignet sind wie architektonische.“

Kilian Heck beschreibt die Ähnlichkeit zwischen dem Diorama und dem Gemälde im Aufbau und der Anordnung der Objekte, so dass für ihn „kein Zweifel an der wechselseitigen Bedingtheit beider Bilder besteht.“ Blechen wird im Bezug auf das Diorama nicht als Künstler genannt, doch zeigen beide Werke sowohl die alte, als auch die neue Brücke und den „scharf beleuchteten Felsenweg“. Nach seiner Meinung wäre „auch eine spätere Anfertigung des Gemäldes nach dem vorausgehenden Dioramenentwurf denkbar“. Das Diorama das im August 1833 zu sehen war, blieb nicht erhalten.

## Ausstellungen (Auswahl)
- Mai bis Oktober 1886: 58. Jubiläumsausstellung der Königlichen Akademie der Künste in Berlin als Teufelsbrücke (Gotthardstrasse) Nr. 2257.[9]
- 8. März bis 20. Mai 2007: Blicke auf Europa – Europa und die deutsche Malerei des 19. Jahrhunderts Palais des Beaux Arts, Brüssel.
- 31. August bis 4. November 1990: Carl Blechen – zwischen Romantik und Realismus Nationalgalerie in Berlin.